# Teletón Costa Rica
La Teletón Costa Rica es un evento benéfico televisivo realizado anualmente en ese país desde 1984.
La Teletón costarricense es organizada por el Club Activo 20-30 Internacional de San José y consiste en un programa de televisión de 27 horas ininterrumpidas de duración, producido y transmitido por casi todas las cadenas de televisión de ese país —como Teletica, 
Repretel, Sinart, Multimedios— y en la que participan todos los medios de comunicación escritos y radiales. 
En esta Teletón, a diferencia de las demás que hay en la región, los fondos no son utilizados para crear y dar mantenimiento a centros de rehabilitación infantil, sino que se destinan para el equipamiento de áreas del Hospital Nacional de Niños. Además, desde 2011 ayuda a las unidades de pediatría de otros centros médicos públicos del país y a partir de 2018 se tomó la decisión de ayudar al Hospital Nacional de Geriatría y Gerontología del país, que está dirigido a los adultos mayores. De esta forma, se marcó un cambio en la Teletón de Costa Rica, ya que no solo se destinaría a la población infantil, sino también a la población adulta mayor.
En la edición de 2019, se recaudaron fondos para la compra de un citómetro, el cual se ubica en el Hospital Nacional de Niños, pero es utilizado por toda la Red Oncólogica Nacional.
Para la edición de 2020 se tomó la decisión de ayudar al Banco Nacional de Sangre. Dando como resultado que la ayuda del proyecto ahora no es solo para la población infantil y adulta mayor, sino para todos los costarricenses en general.

## Historia
El proyecto nació en 1984 y su primera campaña fue el 7 y 8 de diciembre, con la meta de ₡15 000 000,  recaudandose un total de ₡35 millones. 
Durante las primeras seis teletones (1984-1989), se contribuyó en la construcción y equipamiento de cuatro centros de rehabilitación integral para personas con discapacidad en zonas de Santa Cruz, San Carlos, Pérez Zeledón, Limón y Puntarenas.  
Entre los años 1990-1994 no se realizó la Teletón.  
A partir de 1995, los fondos se destinaron a realizar mejoras en el Hospital Nacional de Niños. Entre 1995 a 1999 se recaudaron más de ₡600 millones, con los cuales, junto a un respaldo de la Caja Costarricense del Seguro Social, se logró construir la Torre de Especialidades Médicas, la cual tuvo un valor total de $4 200 000 y se inauguró el 26 de abril del 2000.
En la teletón de 2000, se recaudó un total de ₡191 029 207, los cuales se destinaron al área de neonatos del Hospital Nacional de Niños y también los hospitales de Ciudad Neily, de San Carlos, de Limón, el de Alajuela, el Max Peralta (Cartago) y el San Juan de Dios.
Durante los años siguientes, se han destinado los fondos a mejoras del Hospital Nacional de Niños, como en la construcción del Centro del Tamizaje en 2001, también la inversión del anteproyecto y la elaboración de planos para la construcción de la Torre de Cuidados Críticos entre los años 2002 y 2006, que sumaron ₡1 333 016 044,2, así como para la compra de un tomógrafo axial computarizado (TAC) en 2004.
En la Teletón de 2007, se recaudaron ₡437 929 823, los cuales fueron utilizados en la compra de equipos para el área de cardiología, para el Banco Nacional de Sangre y para el área de psiquiatría del Hospital Nacional de Niños.
En la Teletón de 2008, se recaudó un total de ₡515 000 000, los cuales se destinaron a la creación del primer banco de piel de Centroamérica, a la compra de equipos para la unidad de quemados y equipos para el área de rehabilitación.
En la Teletón de 2009, se recaudó un total de ₡503 922 095, los cuales se destinaron a la compra de equipos para el área de trauma y rehabilitación del Hospital Nacional de Niños.
En la Teletón de 2010, se recaudaron ₡534 508 879, los cuales se destinaron para equipar las unidades de neumología, gastroenterología y neurología del Hospital Nacional de Niños.
En la Teletón de 2011, se logró recaudar ₡848 317 345 para equipar las unidades de neonatos y cuidados intensivos del Hospital Nacional de Niños y el área de pediatría de los hospitales de Puntarenas y de Pérez Zeledón.
En la Teletón de 2012, se logró recaudar la suma de ₡825 000 000, los cuales fueron entregados en equipo médico al área de ortopedia del Hospital Nacional de Niños y al área de neonatología del hospital de Limón. 
En la Teletón de 2013, se logró un monto total de ₡729 854 523, los cuales fueron utilizados para la compra de un neuronavegador para el Hospital Nacional de Niños, equipo médico para las áreas de neonatos de los hospitales Enrique Baltodano (Liberia), De La Anexión (Nicoya) y de Upala.
En la Teletón de 2014, se recaudaron ₡710 383 974 tras casi 29 horas de transmisión, los cuales se invirtieron en la compra de un tomógrafo axial computarizado para Hospital Nacional de Niños y compra de equipos para el área de pediatría de los hospitales de San Carlos y de Turrialba. 
En la Teletón de 2015, se logró la suma de ₡712 425 625, los cuales se invirtieron en la compra de un equipo portátil digital de Rayos X para el Hospital Nacional de Niños y en equipamiento médico para las áreas de neonatología de los hospitales de Ciudad Neily, de San Ramón y Ciudad Cortés.
La Teletón de 2016 fue muy especial: Además de la ayuda a los hospitales, la campaña ayudaría con la mitad de la recaudación a los damnificados del huracán Otto en el país. Con la recaudación final de ₡708 104 541, que superó la meta de ₡690 millones, más una donación de ₡500 millones del Banco Nacional de Costa Rica se llegó a un récord histórico en 32 años de Teletón: ₡1 208 104 541.
En 2017, Teletón regresó a su antigua sede, el Palacio de los Deportes de Heredia, donde se realizó el 1 y 2 de diciembre, con el objetivo de recolectar ₡700 millones. Esta meta no fue alcanzada, puesto que se llegó al total de ₡627 960 200, los cuales fueron destinados para la compra de equipo médico a los hospitales de Guápiles, el Adolfo Carit Eva y el Nacional de Niños.
En 2018, Teletón volvió al BN Arena y se realiza los días 7 y 8 de diciembre, cuyo objetivo fue superar la meta de los ₡500 millones. Tras la 27 horas de transmisión logró la suma total de ₡531 788 035, los cuales por primera vez en sus 34 años de historia, se enfocará en ayudar a la población adulta mayor colaborando con el equipamiento de varias áreas del Hospital Blanco Cervantes, además de la compra de un transfusor de sangre para el Hospital Nacional de Niños.
Para 2019, en los días 6 y 7 de diciembre, Teletón recaudó la cifra total de ₡527 483 620 en el marco de su 35.º aniversario, los cuales se invirtieron en la compra de un citómetro para el Hospital Nacional de Niños y en la remodelación de consulta externa del Hospital Blanco Cervantes.

## Resumen histórico
| Año  | Fecha                  | Campaña (Lema)                  | Niño(a) símbolo / Embajadores de la esperanza | Meta        | Recaudación   |
| ---- | ---------------------- | ------------------------------- | --------------------------------------------- | ----------- | ------------- |
| 1995 | 8 y 9 de diciembre     | Juntos todo es posible          | -                                             | 70 000      | 92 000        |
| 1996 | 6 y 7 de diciembre     | Juntos todo es posible          | -                                             | 86 000      | 87 000        |
| 1997 | 5 y 6 de diciembre     | Juntos todo es posible          | Robert Hernández                              | 100 000     | 111 027 612   |
| 1998 | 4 y 5 de diciembre     | Juntos todo es posible          | -                                             | 120 000     | 126 000       |
| 1999 | 3 y 4 de diciembre     | Juntos todo es posible          | Fabiola Berrocal                              | 150 000     | 170 848 899   |
| 2000 | 8 y 9 de diciembre     | Juntos todo es posible          | -                                             | 165 000     | 195 029 207   |
| 2001 | 7 y 8 de diciembre     | Juntos todo es posible          | -                                             | 175 000     | 190 512 955   |
| 2002 | 6 y 7 de diciembre     | Juntos todo es posible          | -                                             | 185 000     | 337 526 067   |
| 2003 | 5 y 6 de diciembre     | Juntos todo es posible          | Esteban Ramírez                               | 200 000     | 209 000       |
| 2004 | 3 y 4 de diciembre     | Juntos todo es posible          | María del Mar Valverde                        | 250 000     | 295 400 000   |
| 2005 | 2 y 3 de diciembre     | Juntos todo es posible          | Alexander Ramírez                             | 250 000     | 299 710 000   |
| 2006 | 8 y 9 de diciembre     | Juntos todo es posible          | Carolina Salazar                              | 300 000     | 302 241 068   |
| 2007 | 7 y 8 de diciembre     | Juntos todo es posible          | Diego Cortés Guevara                          | 400 000     | 437 929 823   |
| 2008 | 5 y 6 de diciembre     | Juntos todo es posible          | Cristal Pérez Ramírez                         | 450 000     | 515 000       |
| 2009 | 4 y 5 de diciembre     | Juntos todo es posible          | María Alejandra Porras                        | 500 000     | 503 922 095   |
| 2010 | 3 y 4 de diciembre     | Juntos cumpliremos sueños       | Terry Murillo                                 | 500 000     | 534 508 879   |
| 2011 | 2 y 3 de diciembre     | Apresurados por vivir           | Cripzy Yariana Arroyo                         | 550 000     | 638 149 817   |
| 2012 | 30 de nov. y 1 de dic. | Estamos todos juntos            | Jostin Obando                                 | 630 000     | 818 228 371   |
| 2013 | 6 y 7 de diciembre     | Sembremos vida                  | Alejandra Ruiz                                | 700 000     | 703 815 245   |
| 2014 | 5 y 6 de diciembre     | Unidos por amor                 | Sofía Escalante                               | 703 000 +1  | 710 383 974   |
| 2015 | 4 y 5 de diciembre     | Abre tu corazón                 | Mónica Palacios                               | 710 002 030 | 712 425 605   |
| 2016 | 2 y 3 de diciembre     | Está en tus manos               | Annagabi Valerio                              | 690 000     | 1 208 104 541 |
| 2017 | 1 y 2 de diciembre     | Unidos en un solo corazón       | Dana Paola Berrocal                           | 700 000     | 656 189 600   |
| 2018 | 7 y 8 de diciembre     | Hazlo por nuestros héroes       | Amanda Suárez Lidette Fernández               | 500 000     | 531 788 035   |
| 2019 | 6 y 7 de diciembre     | Juntos donamos vida             | Santiago Quirós Ana Lucía Madrigal            | 500 000     | 527 483 620   |
| 2020 | 4 y 5 de diciembre     | Donar salva vidas               | Freddy Morales Hilda Roldán                   | 550 000     | 295 525 675   |
| 2021 | 3 y 4 de diciembre     | Donar es estar                  | Zoe Clavera                                   | 550 000     | 411 480 000   |
| 2022 | 11 y 12 de noviembre   | Nos la creemos                  |                                               | 500 000     | 504 287 331   |
| 2023 | 1 y 2 de diciembre     | Doná y cambiá como ven el mundo |                                               | 500 000     | 518 000       |
| 2024 | 6 y 7 de diciembre     | Donando te veo                  | Amanda Piedra                                 | 600 000     | 604 648 905   |

Notas:
1. Colones de la época.
2. Cifras aportadas por el Club Activo 20-30, y que no reflejan en todos los casos la recaudación final, la cual puede ser bastante superior.

## Evento Teletón
Aunque el Club Activo 20-30 de San José recibe aportes financieros a lo largo del año, es gracias a la Teletón donde se recauda la mayor cantidad de ingresos utilizados para la administración de los centros médicos del país.

### Campaña
Meses antes del evento, el Club Activo 20-30 inicia la campaña para incentivar a la sociedad a participar en la obra benéfica. A ella se suman las cadenas de televisión abierta costarricense, diversas medios de comunicación como estaciones de radio y periódicos, diversos rostros televisivos y deportivos y más de una decena de empresas patrocinadoras.

### Empresas patrocinadoras
En cada edición de la Teletón, más de una decena de empresas se comprometen a ser patrocinadores oficiales de la Teletón.
Para ser una de las empresas patrocinadoras, deben ser marcas de consumo masivo, líderes en el mercado y de importancia en la canasta familiar. Además, las empresas no deben ser competencia entre sí y debe existir un banco, destinado a la operación del proceso de donaciones. Tampoco pueden ser empresas patrocinadoras los medios de comunicación. A cambio, las empresas patrocinadoras deben dar una importante suma de dinero durante la campaña, financiar actividades de difusión y producción de la campaña.
Con la participación de las empresas patrocinadoras, la Teletón logra financiar gran parte de los costos publicitarios del evento y logra generar presencia al asociarse con empresas líderes del mercado. Las empresas asociadas, por otro lado, mejoran su imagen y promocionan sus principales productos utilizando a algunos de los rostros más populares de la nación.

### Trasmisión

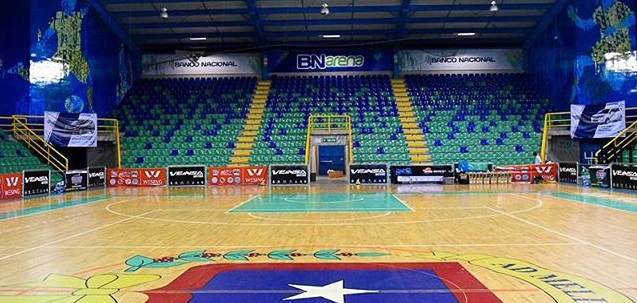
BN Arena uno de los lugares donde se realizó Teletón.

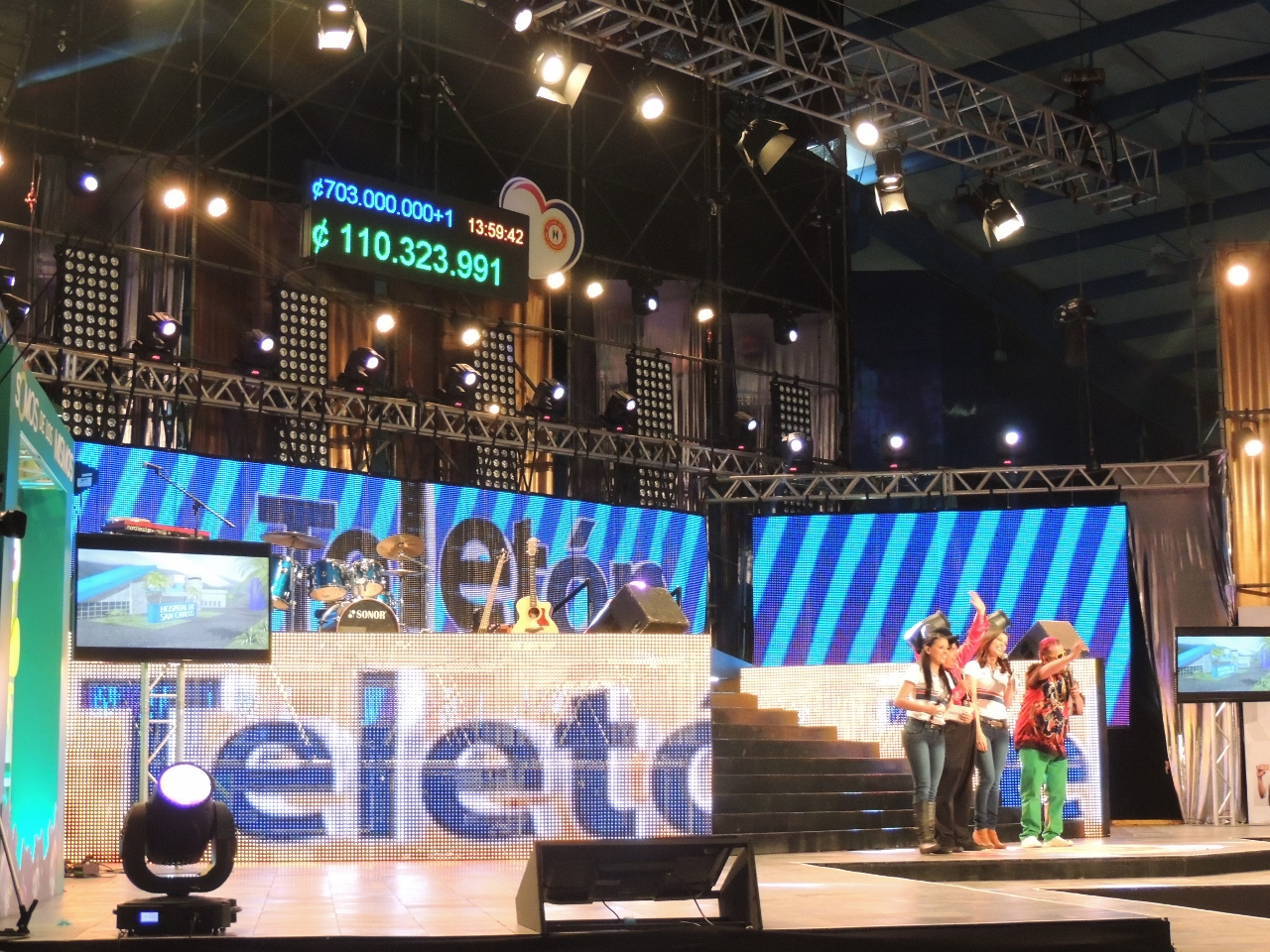
Escenario de la Teletón 2014.

Durante más de las 30 ediciones que ha tenido la Teletón en Costa Rica, el evento se ha desarrollado en varios lugares tales como lo han sido el Gimnasio Nacional Eddy Cortés ubicado en La Sabana (1984-1999), el Palacio de los Deportes de Heredia (2000-2012, 2017, 2022), el BN Arena de la Ciudad Deportiva de Hatillo en San José (2013-2016, 2018-2019), el Auditorio Nacional del Museo de los Niños (2020-2021), el Barrio Chino de San José (2023) y el Centro de Eventos Grupo Moreno (2024).
Tras la apertura que se realiza al ser las 10:00 de la noche (hora costarricense), diversos artistas nacionales e internacionales realizan presentaciones intercaladas con las donaciones y las historias de personas tratadas en los diversos hospitales apoyados por la Teletón. A lo largo de las 27 horas, se suceden diversos contactos en directo a lo largo del país con las diversas «mini-Teletones».
Se realizan diversos bloques, generalmente liderados por diferentes rostros representativos de la televisión costarricense. En todas las ciudades del país y diversas organizaciones, se realizan eventos simultáneos para poder incentivar a la población local para que participe y para recaudar dinero destinado para la Teletón.
Algunos años la transmisión ha superado las 27 horas, esto se debe a que en el momento de cierre no se ha llegado a la meta dispuesta en ese momento.
Algunos de los artistas internacionales que se han presentado en la Teletón son Beto cuevas, Comando Tiburón, Eddy Lover, Lourdes Robles, Sonora Dinamita, Cali y el Dandee, Noel Schajris, Nigga, Amaury Gutiérrez, Fanny Lu, Maite Perroni, Jencarlos Canela, María Conchita Alonso, entre muchos otros.
Algunos de los presentadores actuales de la Teletón han sido: Édgar Silva, Maureen Salguero, Natalia Rodríguez, Verónica González, Mauricio Hoffmann, Verónica Bastos, Tony Bertarionni, Walter campos  ,Natalia García, Janeth García, Sindy Ramírez, etc.
Además, durante algunos años el bloque infantil fue animado por los niños animadores del programa matutino transmitido los sábados por Teletica Canal 7: RG Elementos. Luego de que el programa dejara de transmitirse, el bloque infantil lo animan otros presentadores. En algunos años han sido Natalia Rodríguez, Sindy Ramírez, Jennifer Segura, Padre Mix, María Fernanda Murillo Castillo y Édgar Murillo, así como personajes de comediantes de ese país como el Galán y Maikol Yordan.

### Canales transmisores
- Canal Uno (Bat Comunicaciones)
- CDR Televisión (CDR Media)
- La Red (Grupo La Nación)
- STV (Sistema & Telecomunicaciones Visuales) - Grupo Brus
- Repretel - Albavisión
- Teletica - Teletica & Medios
- Antena Nueve - Familia Vargas
- Sistema Nacional de Televisión (SNTV) - Canal 13
- Telehego - Franklin Granados
- Telecentro
- Telelatina
- Canal UCR
- Extra TV
- XperTV
- Multimedios Costa Rica - Canal 8